# Diplectronella medialis
Diplectronella medialis är en nattsländeart som beskrevs av G. Marlier 1961. Diplectronella medialis ingår i släktet Diplectronella och familjen ryssjenattsländor. Inga underarter finns listade i Catalogue of Life.